# Résolution 366 du Conseil de sécurité des Nations unies
Membres permanents
- Chine
- États-Unis
- France
- Royaume-Uni
- URSS

Membres non permanents
- Australie
- Autriche
- RSS de Biélorussie
- Cameroun
- Costa Rica
- Indonésie
- Iraq
- Kenya
- Mauritanie
- Pérou

Résolution no 365 Résolution no 367
La résolution 366 du Conseil de sécurité des Nations unies est adoptée à l'unanimité lors de la 1 811e séance du Conseil de sécurité des Nations unies le 17 décembre 1974,  après ses précédentes résolutions et la résolution 2145 de l'Assemblée générale qui a mis fin au mandat de l'Afrique du Sud sur la Namibie. Le Conseil de sécurité était préoccupé par la poursuite de l'occupation du territoire par l'Afrique du Sud et par la répression brutale qu'elle exerçait sur son peuple.
Le Conseil a condamné la poursuite de l'occupation du territoire par l'Afrique du Sud et son application illégale des lois sud-africaines discriminatoires en Namibie et a exigé que l'Afrique du Sud fasse une déclaration selon laquelle elle se conformerait au droit international. La résolution demandait à l'Afrique du Sud de prendre les mesures nécessaires pour retirer et libérer les prisonniers politiques de Namibie et pour abolir l'application des lois et pratiques discriminatoires sur le plan racial.

### Sources
- (en) Cet article est partiellement ou en totalité issu de l’article de Wikipédia en anglais intitulé « United Nations Security Council Resolution 366 » (voir la liste des auteurs).

### Texte
- Résolution 366 sur fr.wikisource.org
- Résolution 366 sur en.wikisource.org